# 新羅特斯大道車站 (BMT卡納西線)
新羅特斯大道車站（英語：New Lots Avenue station））是紐約地鐵BMT卡納西線的一個高架地鐵站，位於布魯克林布朗斯維爾新羅特斯大道及凡辛德倫大道，設有L線（任何時候停站）列車服務。

## 車站結構
| P 月台層 | 側式月台 | 側式月台                                                             |
| P 月台層 | 西行     | ← 往第八大道 ([[{{{prev}}} (BMT卡納西線)\|{{{prev}}}]])              |
| P 月台層 | 東行     | → 往卡納西-洛克威公園道 ([[{{{prev}}} (BMT卡納西線)\|{{{prev}}}]]) → |
| P 月台層 | 側式月台 |                                                                      |
| M        | 夾層     |                                                                      |
| G        | 街道層   | 出入口                                                               |

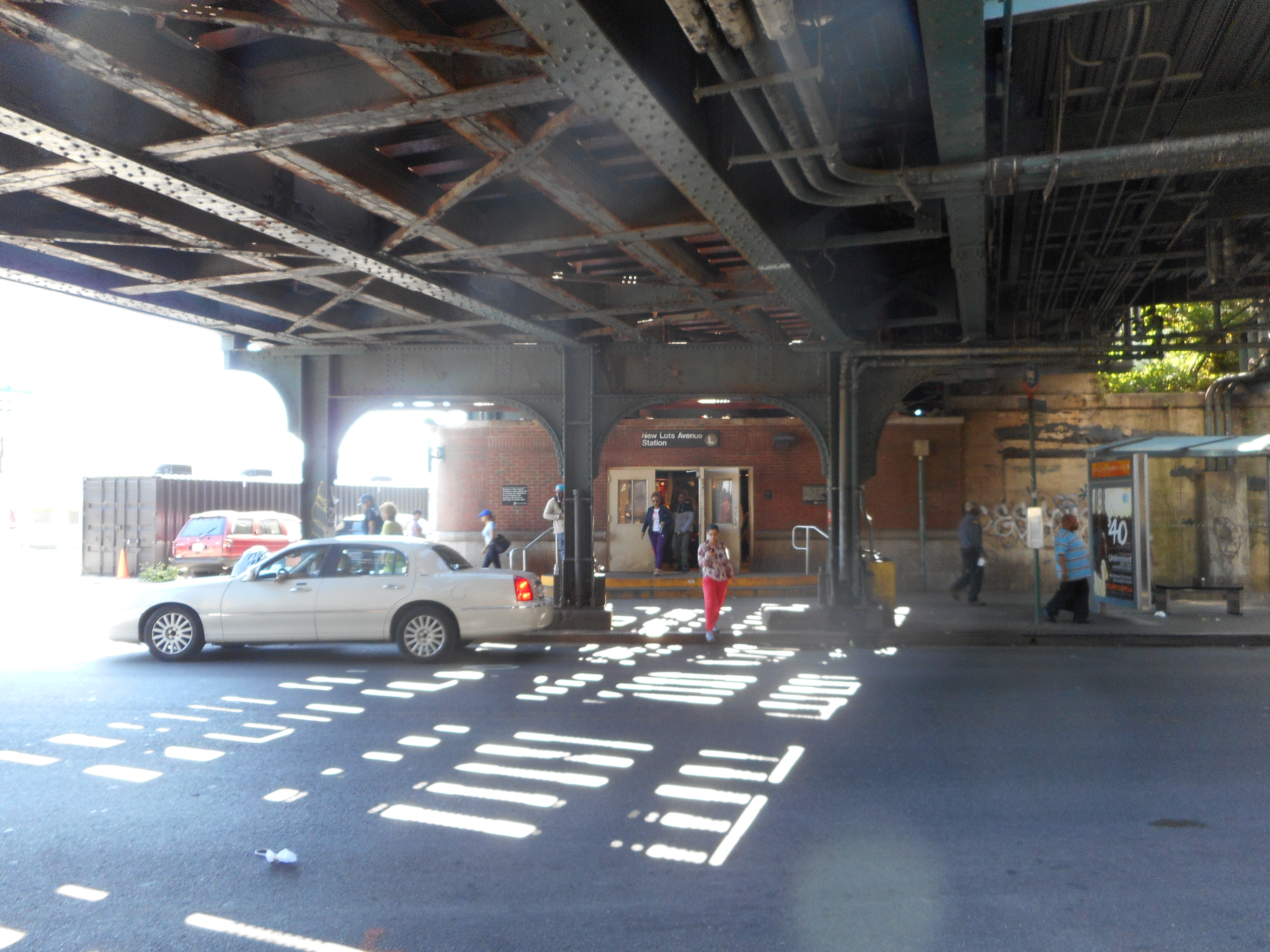
軌道橋下方的車站入口

此高架車站在1906年12月28日啟用，設有兩個偏移的側式月台和兩條軌道。
向南，卡納西線下降至地塹上的東105街及卡納西-洛克威公園道。向北，此線上升至高架結構前往利沃尼亞大道直至百老匯交匯車站。

## 外部連結
- nycsubway.org—BMT Canarsie Line: New Lots Avenue
- Station Reporter — L Train
- The Subway Nut — New Lots Avenue Pictures （页面存档备份，存于）
- MTA's Arts For Transit — New Lots Avenue (BMT Canarsie Line)
- New Lots Avenue entrance from Google Maps Street View （页面存档备份，存于）
- Platforms from Google Maps Street View